# Allodia subpistillata
Allodia subpistillata är en tvåvingeart som beskrevs av Sevcik 1999. Allodia subpistillata ingår i släktet Allodia och familjen svampmyggor. Enligt den finländska rödlistan är arten otillräckligt studerad i Finland. Arten är reproducerande i Sverige. Artens livsmiljö är moskogar. Inga underarter finns listade i Catalogue of Life.